# Chartchai Chionoi
Chartchai Chionoi (taj. ชาติชาย เชี่ยวน้อย, prawdziwe nazwisko Naris Chionoi, ur. 10 października 1942 w Bangkoku, zm. 21 stycznia 2018 tamże) – tajski bokser, trzykrotny zawodowy mistrz świata kategorii muszej.
W odróżnieniu od innych tajskich pięściarzy nie zaczynał od walk w boksie tajskim. Rozpoczął karierę boksera zawodowego w 1959. Walczył początkowo w Tajlandii i Kambodży, a w latach 1960-1961 w Japonii. W 1962 wygrał z Mitsunorim Sekim, który pokonał go rok wcześniej. W tym samym roku zdobył tytuł mistrza wagi muszej federacji OBPF (Oriental Pacific Boxing Federation), ale stracił go w pierwszej obronie w 1963. W 1962 pokonał go również przyszły mistrz świata Hiroyuki Ebihara, a w 1964 Bernardo Caraballo, który dwukrotnie walczył o mistrzostwo świata w wadze koguciej.
8 lutego 1966 w Bangkoku Chionoi pokonał na punkty w towarzyskiej walce aktualnego mistrza świata organizacji WBC w wadze muszej Salvatore Burruniego. Burruni w następnej walce stracił tytuł na rzecz Waltera McGowana. z którym Chionoi zmierzył się 30 grudnia 1966 w Bangkoku. Stawką pojedynku był tytuł mistrza świata WBC w wadze muszej. Chionoi zwyciężył przez techniczny nokaut w 9. rundzie i został nowym mistrzem.
W obronie tytułu pokonał 26 lipca 1967 w Bangkoku Puntipa Keosuriyę przez nokaut w 3. rundzie oraz ponownie McGowana 19 września tego roku w Londynie przez techniczny nokaut w 7. rundzie. 8 grudnia tego roku znokautował w towarzyskiej walce ówczesnego mistrza Europy w wadze koguciej Mimouna Ben Alego. Następnie obronił tytuł wygrywając z Efrenem Torresem w Meksyku 28 stycznia 1968 przez TKO w 13. rundzie i z Bernabe Villacampo w Bangkoku 10 listopada tego roku na punkty. Kolejna walka o tytuł była nieudana, gdyż Efren Torres wygrał z Chionoim przez techniczny nokaut w 8. rundzie 23 lutego 1969 w Meksyku. W trzeciej walce tych pięściarzy 20 marca 1970 w Bangkoku Chionoi wygrał na punkty i odzyskał mistrzostwo. Jednak utracił je już 12 lipca tego roku, kiedy Erbito Salavarria wygrał z nim przez TKO w 2. rundzie w Bangkoku.
Chionoi kontynuował karierę. W 1971 wygrał z byłym mistrzem świata organizacji WBA Berkrerkiem Chartvanchaim. 2 stycznia 1973 w Tokio próbował zdobyć mistrzostwo świata tej organizacji walcząc z pogromcą Chartvanchaiego Masao Obą. Oba zaliczył nokdaun w pierwszych rundach, ale potem odzyskał siły i znokautował Chionoiego w 12. rundzie. Pod koniec tego miesiąca Oba zginął w wypadku samochodowym i WBA wyznaczyła do walki w wakujący tytuł Chionoiego i Fritza Cherveta ze Szwajcarii. 17 maja w Bangkoku Chionoi wygrał przez techniczny nokaut w 5. rundzie i został po raz trzeci mistrzem świata.
Obronił mistrzostwo wygrywając z Susumu Hanagatą na punkty 27 października 1973 w Bangkoku i rewanż z Chervetem, również na punkty, 27 kwietnia 1974 w Zurychu. Przed rewanżem z Hanagatą w obronie tytułu nie był w stanie utrzymać limitu wagi i został pozbawiony mistrzostwa. Walka się jednak odbyła, ponieważ Hanagata w razie zwycięstwa zostawał nowym mistrzem świata. 18 października 1974 w Jokohamie Hanagata znokautował Chionoiego w 6. rundzie i zdobył tytuł. Potem Chionoi stoczył jeszcze dwie walki w 1975 i zakończył karierę.